# 韦尔河畔蒙塞勒
韦尔河畔蒙塞勒（法語：Moncel-sur-Vair，法語發音：[mɔ̃sɛl syʁ vɛʁ] ⓘ）是法国大東部大區孚日省的一个市镇，属于讷沙托区。

## 地理
韦尔河畔蒙塞勒（48°25'16"N, 5°42'6"E）面积7.3 平方千米，位于法国大東部大區孚日省，该省份为法国东北部内陆省份，北起默兹省和默尔特-摩泽尔省，西接上马恩省，南至上索恩省和贝尔福地区省，东临上莱茵省和下莱茵省。
与韦尔河畔蒙塞勒接壤的市镇（或旧市镇、城区）包括：库塞、默兹河畔马克塞、苏洛斯苏圣埃洛夫。

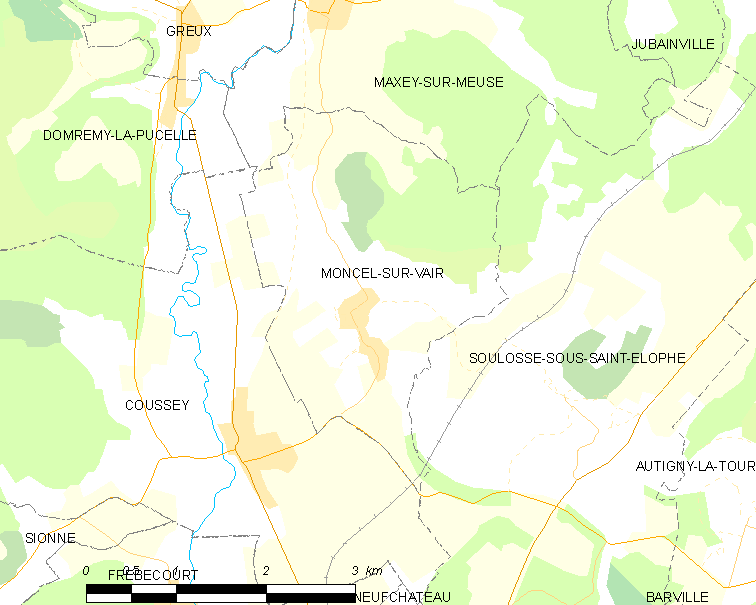
韦尔河畔蒙塞勒的OSM定位图

韦尔河畔蒙塞勒的时区为UTC+01:00、UTC+02:00（夏令时）。

## 行政
韦尔河畔蒙塞勒的邮政编码为88630，INSEE市镇编码为88305。

## 政治
韦尔河畔蒙塞勒所属的省级选区为讷沙托县。

## 人口

1962-2008年间韦尔河畔蒙塞勒人口变化图示

韦尔河畔蒙塞勒于2022年1月1日时的人口数量为180人。